# Флаг Грачёвского муниципального округа
Флаг Грачёвского муниципального округа Ставропольского края Российской Федерации — опознавательно-правовой знак, составленный и употребляемый в соответствии с вексиллологическими правилами и служащий одним из официальных символов муниципального образования.
Первоначально был утверждён 15 сентября 2009 года как флаг Грачёвского муниципального района и внесён в Государственный геральдический регистр РФ с присвоением регистрационного номера 5917.
24 марта 2021 года переутверждён как флаг Грачёвского муниципального округа.

## Описание и обоснование символики
Описание флага гласит:

Флаг представляет собой горизонтальное полотнище в соотношении сторон 2:3, состоящее из двух горизонтальных полос: вверху белой полосой в 1/4 ширины флага и голубой. В центре белой полосы летящий вправо чёрный с белым глазом грач, в центре голубой полосы стоящая вертикально золотая (жёлтая) головка пшеничного колоса о восьми зёрнах, увершанная золотой (жёлтой) волютой.— Решение Совета Грачевского муниципального округа от 24 марта 2021 г. № 26
Флаг Грачёвского муниципального округа разработан на основе герба и воспроизводит фигуры гербовой композиции, отражающие исторические особенности округа.
Название села Грачёвка, а впоследствии и округа, возникло от речки Грачёвка, где в большом количестве обитали грачи, прилетающие сюда зимовать из более северных районов России. Для местного населения эта птица символизировала приход весны и возрождение природы. Грачи среди птиц отличаются своим коллективизмом и сплочённостью, они проживают большими дружными сообществами. Эти их качества подспудно проецируются на жителей Грачёвского муниципального округа, как одного из сообществ Ставропольского края.
Голубая и белая полосы полотнища флага согласно символизируют воду и подразумевают речку, от которой происходит название округа. Эта идея усиливается изображением грача в центре белой полосы.
Река Грачёвка является также источником воды для сельского хозяйства, на котором базируется вся экономика Грачёвского муниципального округа. Символом этого служит изображение жёлтой головки пшеничного колоса в центре голубой полосы, стебель и верхние зёрна которого произрастают тремя волютами и образуют фигуру, напоминающую гнездо, как символ дома и родного очага, что также увязывается с грачом и производным от названия этой птицы наименованием округа.

## История
Герб и флаг Грачёвского муниципального района утверждены решением совета Грачёвского муниципального района от 15 сентября 2009 г. № 108−II. Разработку эскизов символики муниципального образования выполнил художник-геральдист, член Союза художников С. Е. МайоровСергей Евгеньевич Майоров. Флаг муниципального образования был создан на основе герба Грачёвского района, представлявшего собой «классический вариант самоговорящего герба, производного от наименования района», и полностью повторял его композицию.
28 октября 2009 года созданные С. Е. Майоровым эскизы были рассмотрены геральдической комиссией при губернаторе Ставропольского края. По итогам рассмотрения комиссия одобрила представленную символику и рекомендовала направить её на экспертизу в Геральдический совет при Президенте Российской Федерации.
24 июня 2010 года на заседании краевой геральдической комиссии главе администрации района В. В. Шалыгину были вручены свидетельства о государственной регистрации герба и флага Грачёвского муниципального района в Государственном геральдическом регистре РФ (герб — под номером 5916, флаг — под номером 5917).
Решением районного совета от 25 сентября 2014 № 107−III установлена ежегодная дата празднования Дня герба и флага Грачёвского муниципального района Ставропольского края — 21 апреля.
16 марта 2020 года все муниципальные образования Грачёвского района объединены в Грачёвский муниципальный округ.
Решением совета Грачёвского муниципального округа от 24 марта 2021 года № 26 округ определён правопреемником герба и флага — официальных символов Грачёвского муниципального района.